# Lumbale punctie

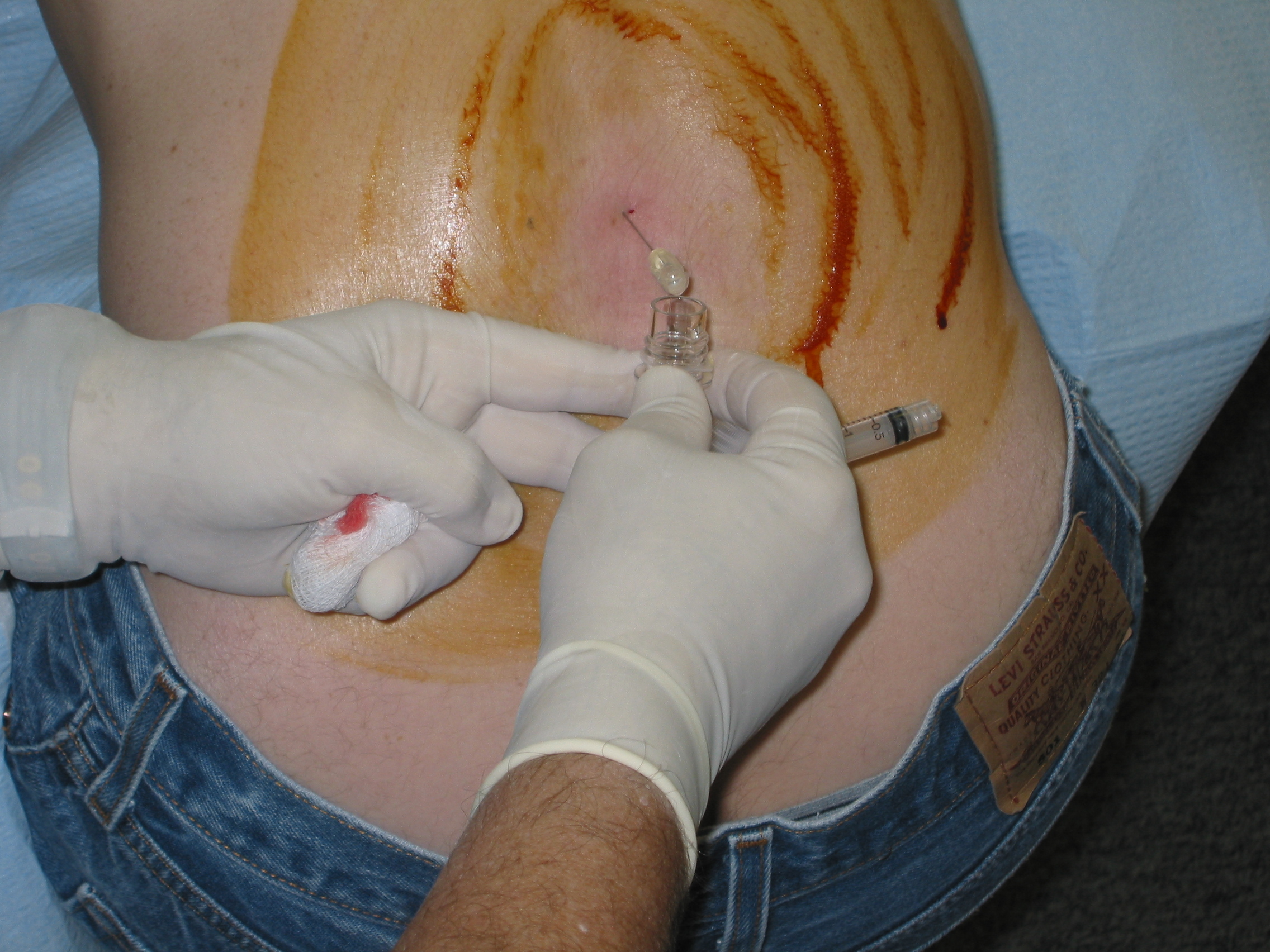
Lumbale punctie

Bij een lumbale punctie (ook wel lumbaalpunctie), ruggenprik of lendensteek wordt voor onderzoek wat van het hersenvocht (liquor), het vocht dat om de hersenen en het ruggenmerg zit (de liquor cerebrospinalis), uit het lichaam gehaald. Dit wordt gedaan door met een dunne holle naald van ongeveer 10-15 cm lang tussen de lendenwervels door in de liquorruimte te prikken en vervolgens daar wat hersenvocht af te tappen. Meestal worden er meerdere buisjes vocht afgenomen, ieder met enkele druppels voor de verschillende bepalingen. Het is een soort ruggenprik, niet te verwarren met die voor spinale anesthesie (ook in het hersenvocht) en die voor peridurale anesthesie.
Bij sommige ziekten verandert de liquor van samenstelling. Ook de druk van de liquor vertelt soms iets over een bepaalde ziekte. Het afgenomen vocht kan de arts helpen bij het stellen van een diagnose bij bepaalde ziekten, met name bij meningitis, subarachnoïdale bloedingen, MS, lymeziekte en andere aandoeningen van het zenuwstelsel.
Ook kan er bij een lumbale punctie een contraststof worden ingebracht in het wervelkanaal, ten behoeve van een caudografie.

## Positionering van de patiënt
Voor het verrichten van een lumbale punctie zijn er twee belangrijke mogelijke posities voor de patiënt:
- liggend op de zij, of
- zittend, waarbij men met de armen op de knieën steunt en de rug geheel gekromd is.

## Plaats van de prik en herstel
Er wordt geprikt tussen de 3e en 4e of tussen de 4e en 5e lendenwervel. Daar bevindt zich in het wervelkanaal geen ruggenmerg zodat dit ook niet aangeprikt kan worden. Wel lopen er een aantal zenuwen die als ze geraakt worden even een korte scheut in het been kunnen geven. Dat mensen door een ruggenprik in een rolstoel zouden zijn gekomen is een hardnekkige mythe. Het komt wel voor dat een lumbale punctie nodig is bij mensen met een ernstige aandoening die tot verlamming leidt.
Na het afnemen van het hersenvocht, moet de patiënt nog minimaal een uur blijven liggen om te voorkomen dat hoofdpijn optreedt. Bovendien moeten grote inspanningen gedurende de eerste uren na het onderzoek vermeden worden. Sommige mensen zijn erg gevoelig voor een ruggenprik en kunnen tot wel twee weken na de ruggenprik last van hoofdpijn houden. Dit berust vaak op het inwendig nalekken van het prikwondje in het vlies dat om het hersenvocht heen zit. Een tweede behandeling, waarbij met eigen stollend bloed het gaatje gedicht wordt, een zogenaamde epidurale bloedpatch, brengt meestal direct verlichting.